# Løgumkloster Kirke
Løgumkloster Kirke er bygget af cistercienserordenen som klosterkirke i Løgumkloster.

## Historie
I året 1173 grundlagdes cistercienserklostret i Løgum. Initiativtageren var Ribes biskop Stefan, der selv tidligere havde været abbed ved Herrevad Kloster i Skåne, der ligeledes hørte under Cistercienserordenen. Det nye kloster fik navnet Locus Dei (Guds sted), som kan ses som en reference til det danske stednavn Løgum. Allerede i 1190 ødelagdes det nye kloster af en brand, hvorfor biskop Omer i Ribe fritager munkene for alle afgifter, således at der nemmere kunne indsamles midler til opførelsen af kloster og kirke. Kong Valdemar 2. Sejr støttede ligeledes munkene ved at overdrage en række ejendomme på egnen til klosteret.

## Kirkebygningen
Opførelsen af klosteret i røde munkesten må være påbegyndt i begyndelsen af 1200-tallet. Af disse bygninger er i dag kirken samt østfløjen bevaret. Byggeriet skete dog i flere tempi, og afslutningen af byggeriet er først sket et par årtier inde i 1300-tallet. Således er kirken stilmæssigt også en blanding, da moden i løbet af byggeperioden skiftede fra den rundbuede romanske stil til den spidsbuede gotiske stil. Soklen er sat i kampesten, men ellers er bygningen rejst i røde munkesten. Kirkebygningens udformning følger de forskrifter som var udstukket inden for Cistercienserordenen; bygningen er korsformet med et østvendt kor og to sidekapeller, to korsarme mod henholdsvis nord og syd og endelig det treskibede kirkerum mod vest. Vinduerne afslører den lange bygge periode. På gavlene mod øst og nord ses rundbuede vinduer fra den tidlige romanske tid, mens syd- og vestsiden har spidsbuede vinduer fra den senere gotiske tid.
- Løgumkloster Kirke
- Løgumkloster Kirke
- Løgumkloster Kirke med Slottet, som i dag anvendes til Præstehøjskole
- Den bevarede klosterfløj

## Interiør
- Alter og døbefont
- Alter og prædikestol
- Prædikestol
- Døbefont og trappen til munkenes dormitorium (sovesal)
- Munketrappen
- Orgel
- Korsfæstelsesgruppe
- Pietà
- St. Anna selvtredje
- St. Jakob

## Eksterne kilder og henvisninger
- Wikimedia Commons har flere filer relateret til Løgumkloster Kirke
- Løgumkloster Kirke Arkiveret 31. januar 2011 hos  Wayback Machine hos nordenskirker.dk
- Løgumkloster Kirke hos KortTilKirken.dk
- Løgumkloster Kirke i bogværket Danmarks Kirker (udg. af Nationalmuseet)